# Constantin Bachas
Constantin Petros Bachas (* 1956) ist ein französischer theoretischer Physiker, der sich mit Stringtheorie und verwandten Gebieten befasst.
Bachas studierte an der Princeton University, an der er 1983 bei Curtis Callan promoviert wurde (Extended Lattice Actions: Phase Transitions and the QCD Renormalized Trajectory). Danach war er am SLAC, an der École polytechnique und am CERN. 1998 wurde er Forschungsdirektor des CNRS in Paris. Er ist am Labor für Theoretische Physik der École normale supérieure.
Mit Ignatios Antoniadis und Costas Kounnas entwickelte er 1987 Superstringmodelle in vier Dimensionen.
2010 erhielt er den Gay-Lussac-Humboldt-Preis. 2011 erhielt er den Humboldt-Forschungspreis.

## Schriften
- Lectures on D-Branes, 1998, arxiv:hep-th/9806199